# Wierzbica Pańska
Wierzbica Pańska – wieś sołecka w Polsce położona w województwie mazowieckim, w powiecie płońskim, w gminie Dzierzążnia.
W latach 1975–1998 miejscowość administracyjnie należała do województwa ciechanowskiego.
Urodzili się tu:
- Eugeniusz Dobaczewski – uczestnik walk o niepodległość Polski, lekarz okulista, podpułkownik lekarz Wojska Polskiego, senator Rzeczypospolitej Polskiej
- Krzysztof Worowski – profesor nauk medycznych[7].